# Hinkansaari (ö i Birkaland)
Hinkansaari är en ö i Finland. Den ligger i sjön Koljonselkä och i kommunen Orivesi i den ekonomiska regionen Tammerfors och landskapet Birkaland, i den södra delen av landet, 170 km norr om huvudstaden Helsingfors. Öns area är 5 hektar och dess största längd är 390 meter i öst-västlig riktning.